# Vik, Trøndelag
Vik är en kyrkby i Flatangers kommun i Trøndelag fylke i mellersta Norge. Byn ligger vid fylkesväg 7084, sydväst om kommunens centralort Lauvsnes. Här finns Viks kyrka.